# إس سي فايفز
إس سي فايفز كان نادي كرة قدم من ضاحية فايفز شرق ليل . تأسس النادي عام 1901، واندمج مع أولمبيك ليل في عام 1944 ليشكل نادي ليل. 